# 常州机电职业技术学院
常州机电职业技术学院，是位于江苏省常州市的一所机电类普通专科学校，隶属江苏省教育厅。

## 历史
- 1963年7月，创建常州市机械职业学校，隶属常州市机械工业局。
- 1965年6月，更名常州市机械中级技术学校。
- 1966年9月，文革期间，更名常州市红大机械学校，隶属常州市革命委员会第三办公室。
- 1968年8月，更名常州市机械学校。
- 1969年12月，学校停办。
- 1973年6月，复办，更名为常州机械技术学校。
- 1978年6月，更名常州机械学校，隶属江苏省机械工业厅，后转至江苏省教育厅。
- 2002年，升格为常州机电职业技术学院。

## 专业设置
- 机械工程系

- 模具技术系

- 汽车工程系

- 电气工程系

- 信息工程系

- 经济管理系

- 基础部

- 体育部

- 继续教育学院

- 艺术设计系